# Brelingen
Brelingen (niederdeutsch Brelje) ist ein Ortsteil der Gemeinde Wedemark in  der Region Hannover. Dazu gehören auch die Weiler Ohlenbostel und Schadehop.

## Geografie

### Lage
Durch seine zentrale Lage ist Brelingen ein Verbindungspunkt zwischen den Orten Mellendorf, Bissendorf, Elze, Bennemühlen, Ibsingen und Negenborn. Der Brelinger Berg ist ein beliebtes Wander- und Naherholungsgebiet.

### Gliederung
- Brelingen (Hauptort)
- Weiler Ohlenbostel
- Weiler Schadehop

## Geschichte
Im Jahre 990 erfolgte die erste urkundliche Erwähnung des Ortes. Um 1200 wurde die erste Kirche erbaut und der Besitz des Ortes wechselte vom Hochstift Hildesheim zu Minden. 1483 wurde die Kirche abgerissen und neu errichtet. Ein dritter Abriss und Kirchenneubau erfolgte 1849. Die Einweihung einer neuen Schule mit zwei Klassen und Lehrerwohnung erfolgte 1916. Diese wurde 1962 durch einen Erweiterungsbau vergrößert.
Brelingen ist ein altes Bauerndorf. Gegen Ende des 17. Jahrhunderts gab es 21 Höfe mit Meierstatus, die durch Teilungen aus den früheren (sieben) Vollhöfen entstanden waren, sowie 23 Kötner- und Brinksitzerstellen. Einnahmequellen der Einwohner waren Ackerbau, Viehzucht und Handwerk.
Im Jahre 1972 erfolgte die Zusammenlegung von Brelingen, Hellendorf und Gailhof zur Samtgemeinde Mellendorf. Im Zuge der Gebietsreform in Niedersachsen, die am 1. März 1974 stattfand, wurde die zuvor selbständige Gemeinde Brelingen in die Gemeinde Wedemark eingegliedert.

## Religion
Die seit dem 16. Jahrhundert bestehende Evangelisch-lutherische St.-Martini-Kirchengemeinde wurde zum 1. Januar 2011 mit der St.-Georgs-Kirchengemeinde Mellendorf pfarramtlich verbunden und hat seitdem eine der drei Pfarrerstellen des gemeinschaftlichen Pfarramts.

## Politik

### Ortsrat
Der Ortsrat von Brelingen, der auch die Weiler Ohlenbostel und Schadehop vertritt, setzt sich aus sieben Ratsmitgliedern der folgenden Parteien zusammen:
- Wähler Gemeinschaft Wedemark: 3 Sitze
- CDU: 2 Sitze
- SPD: 1 Sitz
- Bündnis 90/Die Grünen: 1 Sitz

### Ortsbürgermeister
Der Ortsbürgermeister ist Patrick Cordes (WGW). Sein Stellvertreter ist Hans-Georg Euskirchen (CDU).

### Wappen
Der Entwurf des Kommunalwappens von Brelingen stammt von dem Heraldiker und Wappenmaler Gustav Völker, der zahlreiche Wappen in der Region Hannover erschaffen hat. Die Genehmigung des Wappens wurde durch den Regierungspräsidenten in Lüneburg am 26. Juni 1959 erteilt.
| Wappen von Brelingen | Blasonierung: „In Grün oben eine liegende, silberne Wolfsangel, überdeckt von einem goldenen Bronzeschwert, das am Knauf an silberner Schnur mit einer goldenen Waage behängt ist.“ |
| Wappen von Brelingen | Wappenbegründung: Die Waage soll die Erinnerung daran festhalten, dass in Brelingen bis 1858 die Amtswaage der vormaligen Amtsvogtei Bissendorf aufgestellt war. Ein gut erhaltener Bronzedolch mit hölzerner Scheide ist vor Jahren in der Gemarkung am Brelinger Berg gefunden worden. Die Wolfsangel symbolisiert die Zugehörigkeit zum ehemaligen Landkreis Burgdorf. |

## Kultur und Sehenswürdigkeiten

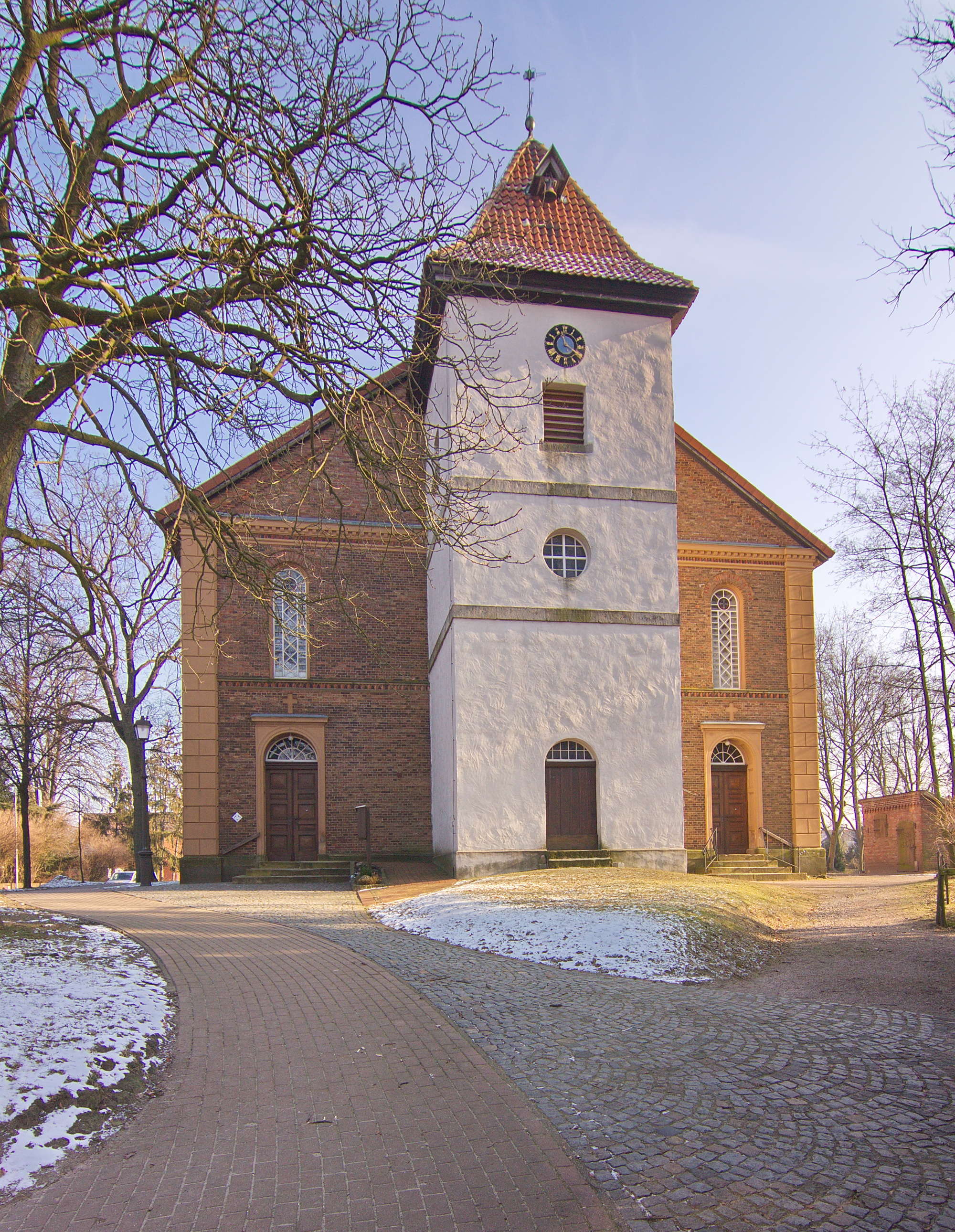
St.-Martini-Kirche

### Bauwerke
- Im Zentrum des Dorfes steht die evangelische St.-Martini-Kirche, die auch das höchste Gebäude darstellt. Es handelt sich um eine 1849 erbaute Hallenkirche, die vom Konsistorialbaumeister Hellner aus Hannover entworfen wurde.
- Auf dem Kirchengelände findet sich das historische Pfarrbackhaus.
- Der unter Denkmalschutz stehende Alte Friedhof in Brelingen wurde 1846 angelegt. Der Abriss seiner Kapelle, die am heutigen Eingang stand, erfolgte 1964. In dieser Zeit fanden auch die letzten Bestattungen statt.
- Der Skulpturenweg Bewegte Steine ist ein 5,5 km langer Rundweg auf der Ostseite der Brelinger Berge. Der Weg ist gleichzeitig ein geologischer Erlebnispfad und die elf Skulpturen geben Auskunft über die Eiszeit und mit ihr verbundenen Phänomene.

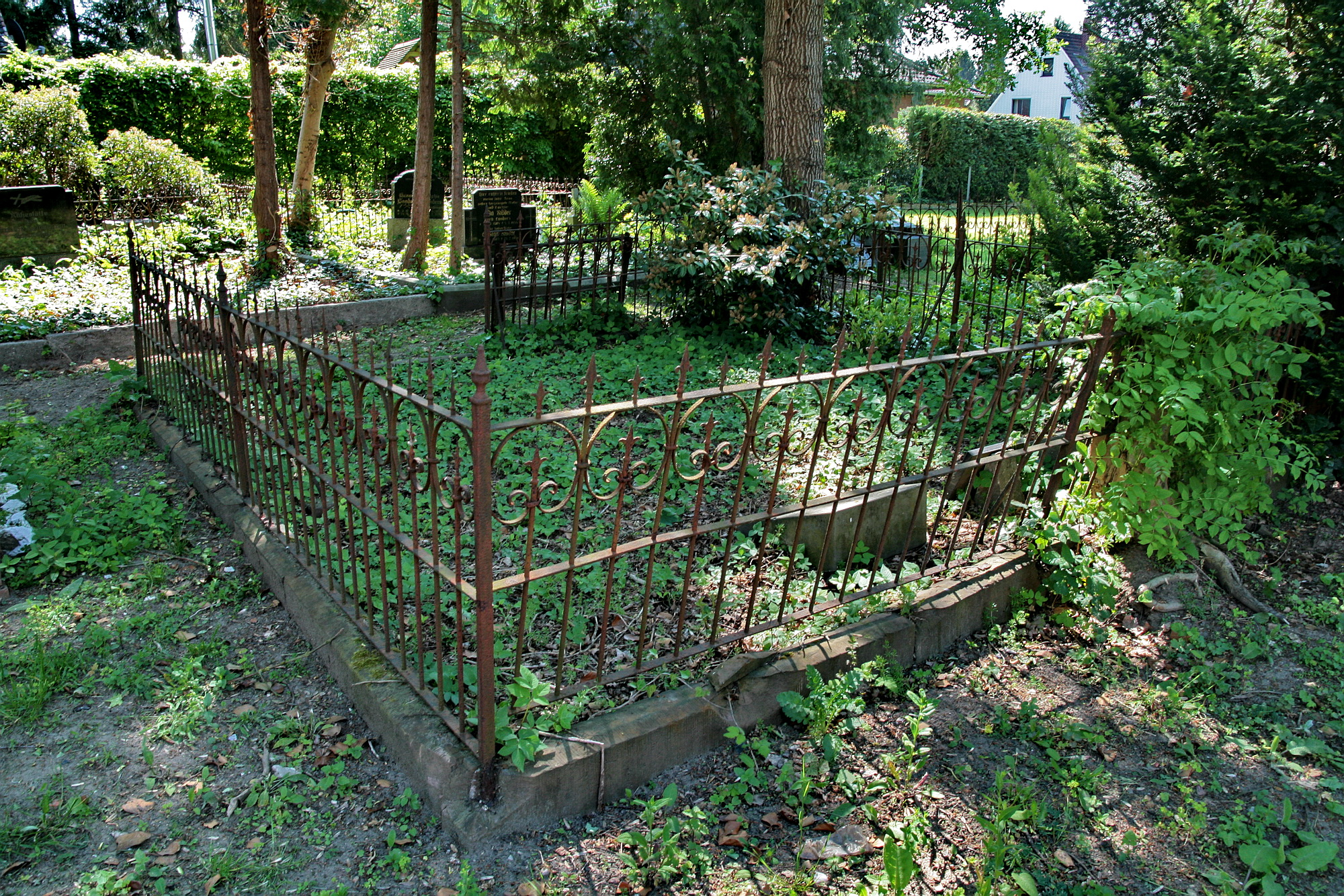
Alter Friedhof
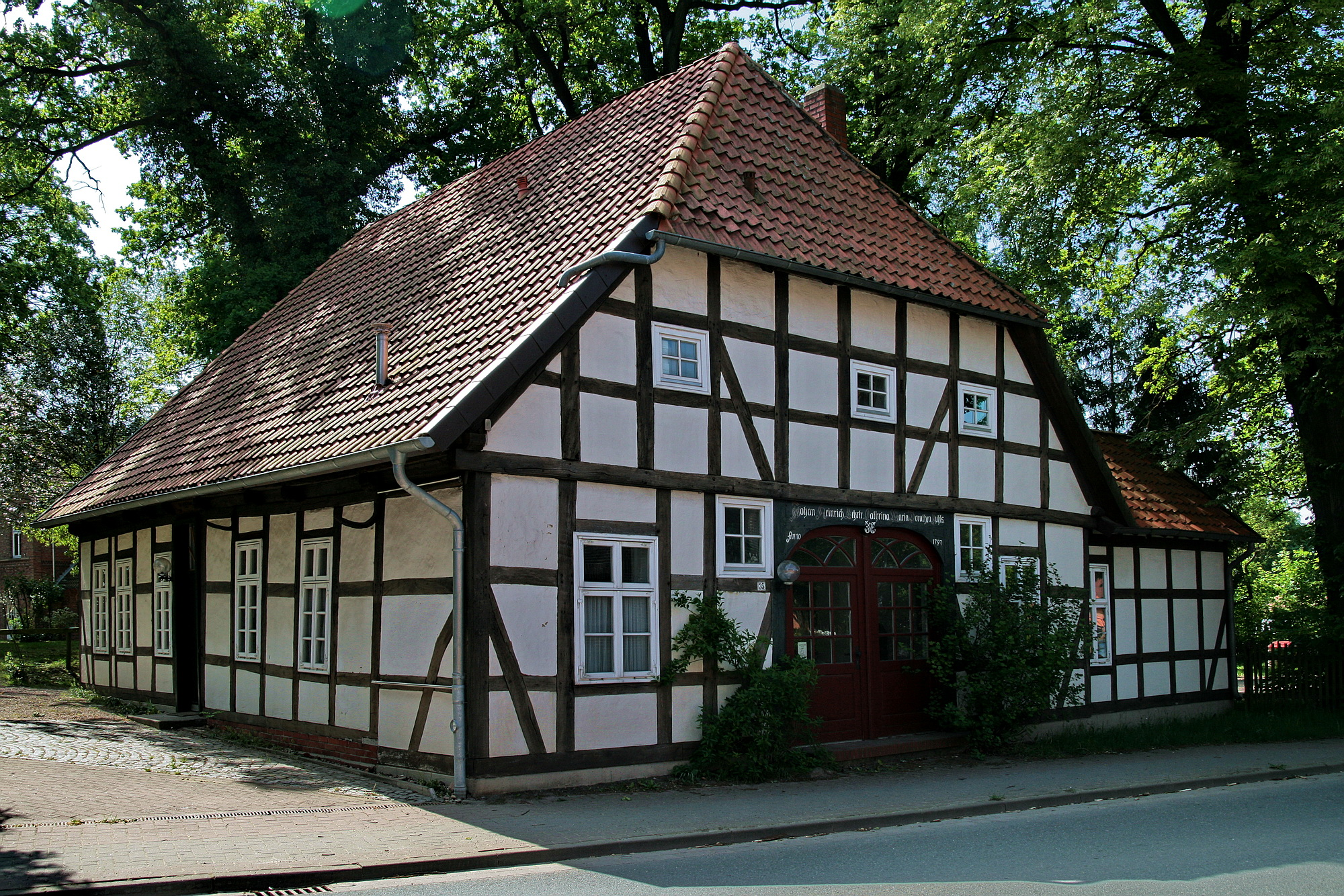
Fachwerkhaus von 1797
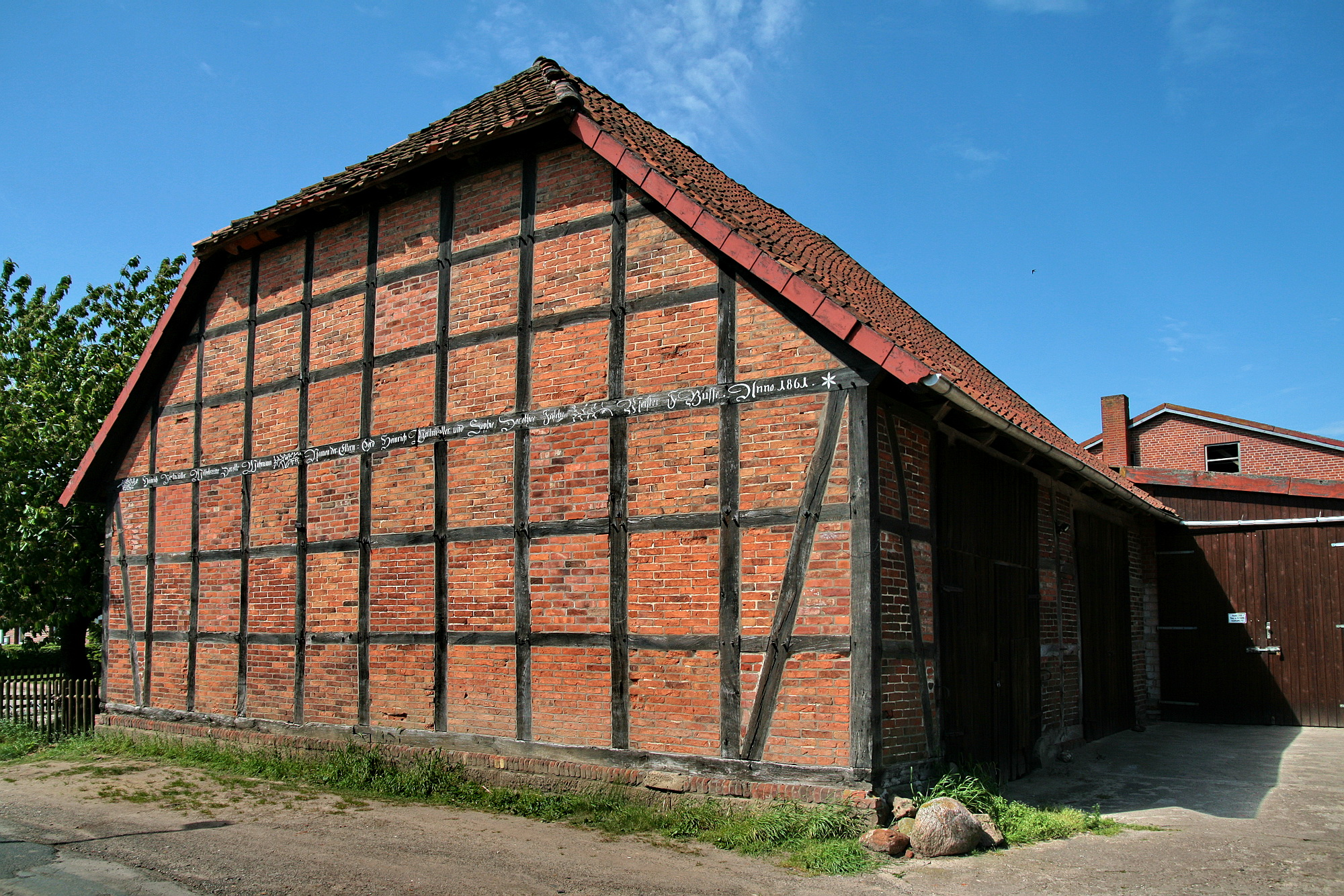
Fachwerkhaus von 1846

### Denkmäler
- Nahe der Kirche befindet sich die Gedenkstätte für die gefallenen Soldaten des Ersten Weltkrieges.
- Unweit davon liegt ein Findling, der dem Gedenken an die Opfer des Zweiten Weltkrieges dient.

### Regelmäßige Veranstaltungen
Motorsport: In den 1980er Jahren fanden Motorrad-Grasbahnrennen auf dem Wedemark-Ring in Brelingen statt.

### Kulinarische Spezialitäten
Lokale Spezialitäten sind das beliebte Lokalgetränk „Brelinger Löschwasser“, der „Brelinger Korn“ und die Brelinger Bratwurst.

## Wirtschaft und Infrastruktur
In Brelingen gibt es eine Grundschule und einen Kindergarten, Hort und eine Kinderkrippe. Es gibt einen Supermarkt, einen Getränkemarkt und ein Restaurant. Seit 2004 betreibt das Dorf in Eigenverwaltung das Dorfgemeinschaftshaus „Brelinger Mitte“. In dem ehemaligen Gasthof finden jährlich zahlreiche Veranstaltungen statt. Die ortsansässigen Vereine sind in der Dorfgemeinschaft organisiert. Mehr als 200 Aktivitäten werden jährlich im Dorfkalender veröffentlicht.

## Sagen und Legenden

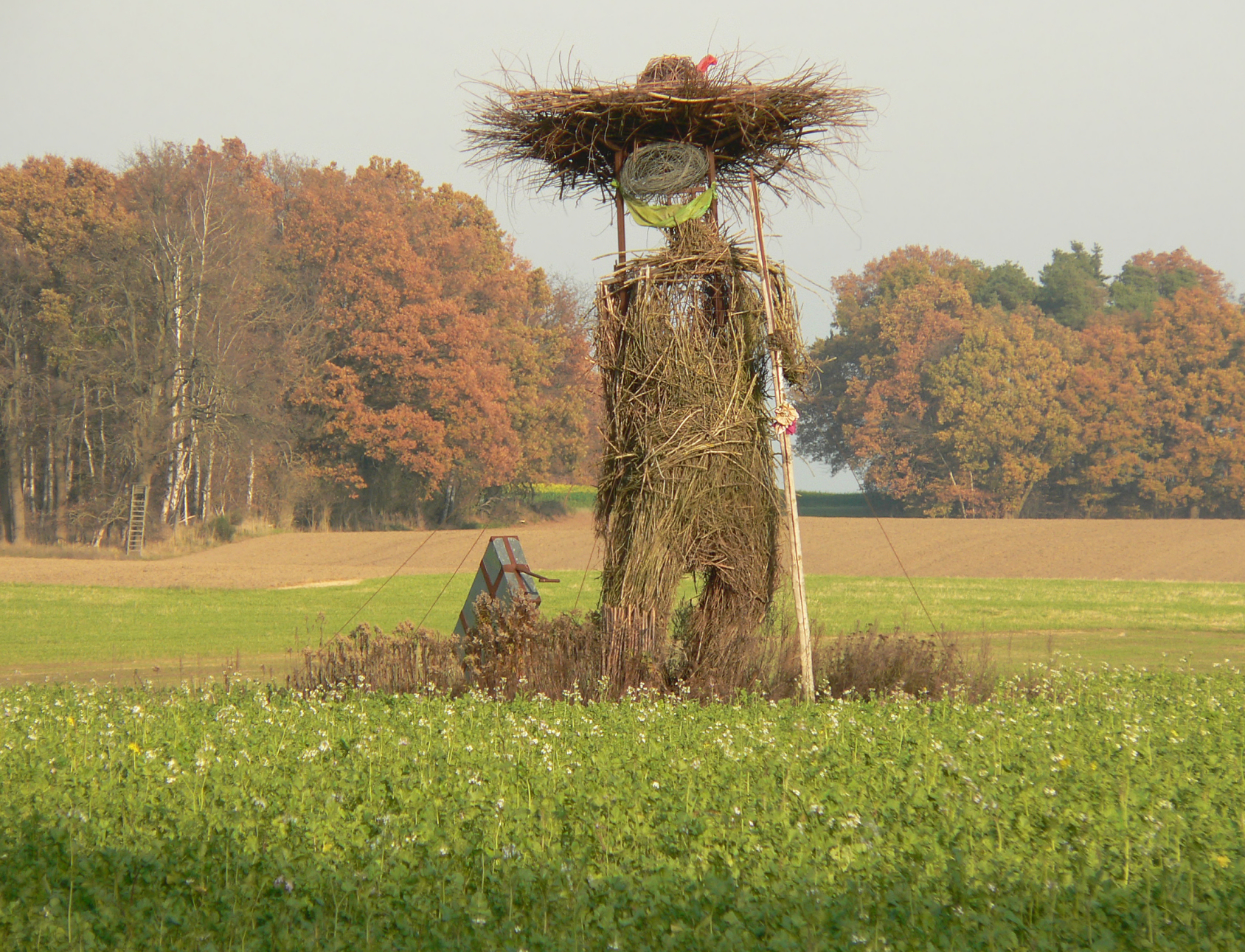
Die Figur des Brelinger Riesen aus Weidenruten

Um die Entstehung der Brelinger Berge rankt sich folgende Legende: Vor langer Zeit hätten dort zwei Riesen miteinander gekämpft. Sie bewarfen sich mit Felsen bis einer von ihnen zu Fall kam und unter diesen Steinen beerdigt wurde. Aus diesem Hügelgrab entstanden die Brelinger Berge. Es wird sich auch erzählt, dass zwei Riesen sich besuchen wollten. Der eine machte sich auf den Weg zum Deister und als er durch die sandige Wedemark schlenderte, war sein Stiefel bald voller Sand. Er machte Halt, um seinen Stiefel zu leeren. Und als er den Sand aus seinem Stiefel kippte, da blieb im Brelinger Wald ein Hügel zurück, der Brelinger Berg. Eine Skulptur des Brelinger Riesen steht am nördlichen Rand des Ortes mit einem Koffer auf dem Acker und schaut auf Brelingen herab.